# Mae Boren Axton
Mae Boren Axton (Bardwell, 14 settembre 1914 – Hendersonville, 9 aprile 1997) è stata una musicista statunitense.
È coautrice della celebre canzone Heartbreak Hotel insieme a Thomas Durden e Elvis Presley (solo accreditato), pubblicata nel 1956 da Elvis.
Nel corso della sua carriera ha lavorato anche con Mel Tillis, Reba McEntire, Willie Nelson, Eddy Arnold, Tanya Tucker, Johnny Tillotson e Blake Shelton.